# Cháy rừng Nga 2010
Cháy rừng ở Nga năm 2010 là một vụ cháy rừng ở Nga năm 2010. Ngạt khói vì cháy rừng (hình vệ tinh) và nắng nóng làm số người chết trung bình hằng ngày tăng gấp hai đến 700 ở Moskva. 
Vụ cháy rừng này chủ yếu xảy ra ở phía tây nước Nga, từ cuối tháng 7 năm 2010 cho đến nay, do nhiệt độ cao kỷ lục và hạn hán trong khu vực. Tổng thống Nga Dmitry Medvedev đã tuyên bố tình trạng khẩn cấp trong 7 vùng có hoả hoạn, còn 28 vùng khác đặt dưới tình trạng khẩn cấp do mùa màng thất bát vì hạn hán. Ước tính thiệt hại lên đến 15 tỷ đô la Mỹ.